# Luís Filipe
Luís Filipe Ângelo Rodrigues Fernandes (* 14. Juni 1979 in Cantanhede) ist ein ehemaliger portugiesischer Fußballspieler.
Er konnte sowohl im rechten Mittelfeld als auch als Rechtsverteidiger spielen.

## Karriere
Luís Filipe begann seine Karriere beim portugiesischen Erstligisten Académica Coimbra. Nach einer erfolgreichen Saison wechselte er in die Reservemannschaft von Atlético Madrid, wo er sich nicht durchsetzen konnte. Somit wechselte er erneut nach Portugal. Dieses Mal zum Sporting Braga, wo er sich zum Stammspieler entwickelte.
Nach der erfolgreichen Saison bei Braga, wurde Sporting Lissabon auf den Mittelfeldspieler aufmerksam und verpflichtete ihn. Filipe blieb dort drei Jahre, ehe er für sechs Monate an União Leiria verliehen wurde. In dem halben Jahr hat er vierzehn Partien gespielt und dabei zwei Tore geschossen.
Zur Saison 2004/05 wechselte er erneut. Das Ziel war die Blumeninsel Funchal, wo er sich dem Club Marítimo anschloss und seinen Durchbruch schaffte. Er wurde in allen 30 Ligaspielen eingesetzt und hat diverse Angebote bekommen. Somit wechselte er erneut zum Sporting Braga, wo er zwei Jahre lang mit Topleistungen glänzte.
Nach dem Abgang von João Pereira bei Benfica Lissabon ersetzte der 1,77 m große Portugiese den Rechtsverteidiger. Nach einer eher durchschnittlichen Saison in der Hauptstadt wurde er vom Uruguayer Maximiliano Pereira verdrängt und wurde anschließend an Vitória Guimarães verliehen.

## Erfolge

### In Vereinen
- Sporting Lissabon
  - Portugiesische Meisterschaft: 2002
  - Taça de Portugal: 2002
- Benfica Lissabon
  - Portugiesische Meisterschaft: 2010
  - Taça da Liga: 2010, 2011